# 爪哇豹
爪哇豹（学名：Panthera pardus melas）也称印尼豹，是豹的一个亚种。主要分布於印尼爪哇島的雨林及深山中。

## 形态特征
爪哇豹体长約1.2到1.5米之間，尾長約0.8至0.9米，體型明顯比華北豹、華南豹還要小。

## 分布范围
爪哇豹早期在爪哇島數量甚多，牠們主要捕食野豬、牛、羊、猴子，但因為當地人認為爪哇豹會捕捉家畜，因此遭到大量的撲殺，1970年代爪哇島還有1000隻豹，到了1990年代只剩500隻，現在可能只有80-150隻。現今的爪哇豹在烏戎庫隆國家公園還有少數族群，目前政府已加強保護，情況還算可以。2010年，一隻爪哇豹誤闖西爪哇省的警校，遭到一名警察開槍射殺死亡。